# 300
300 (CCC) var ett skottår som började en måndag i den julianska kalendern.

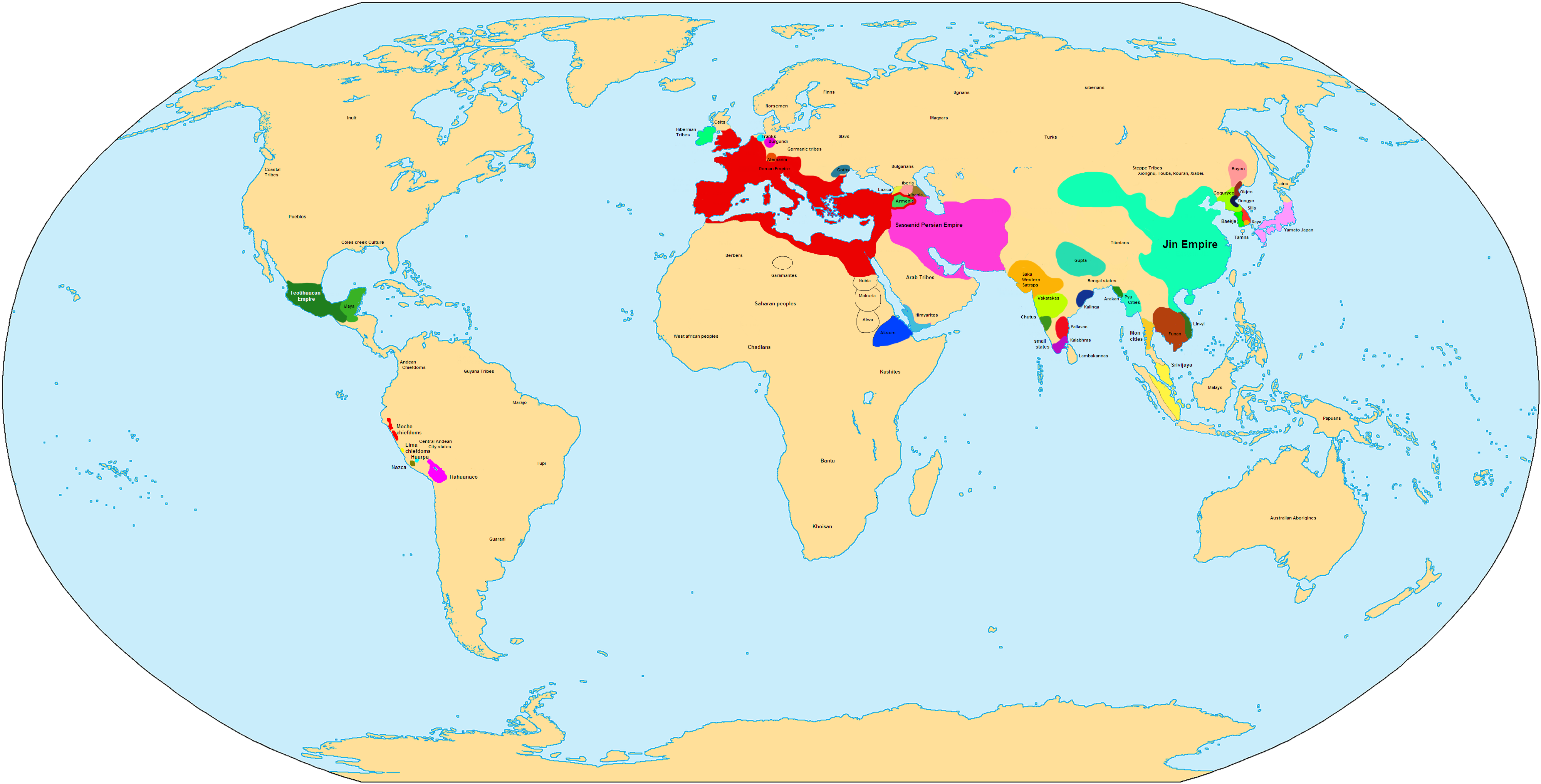
Världen år 300.
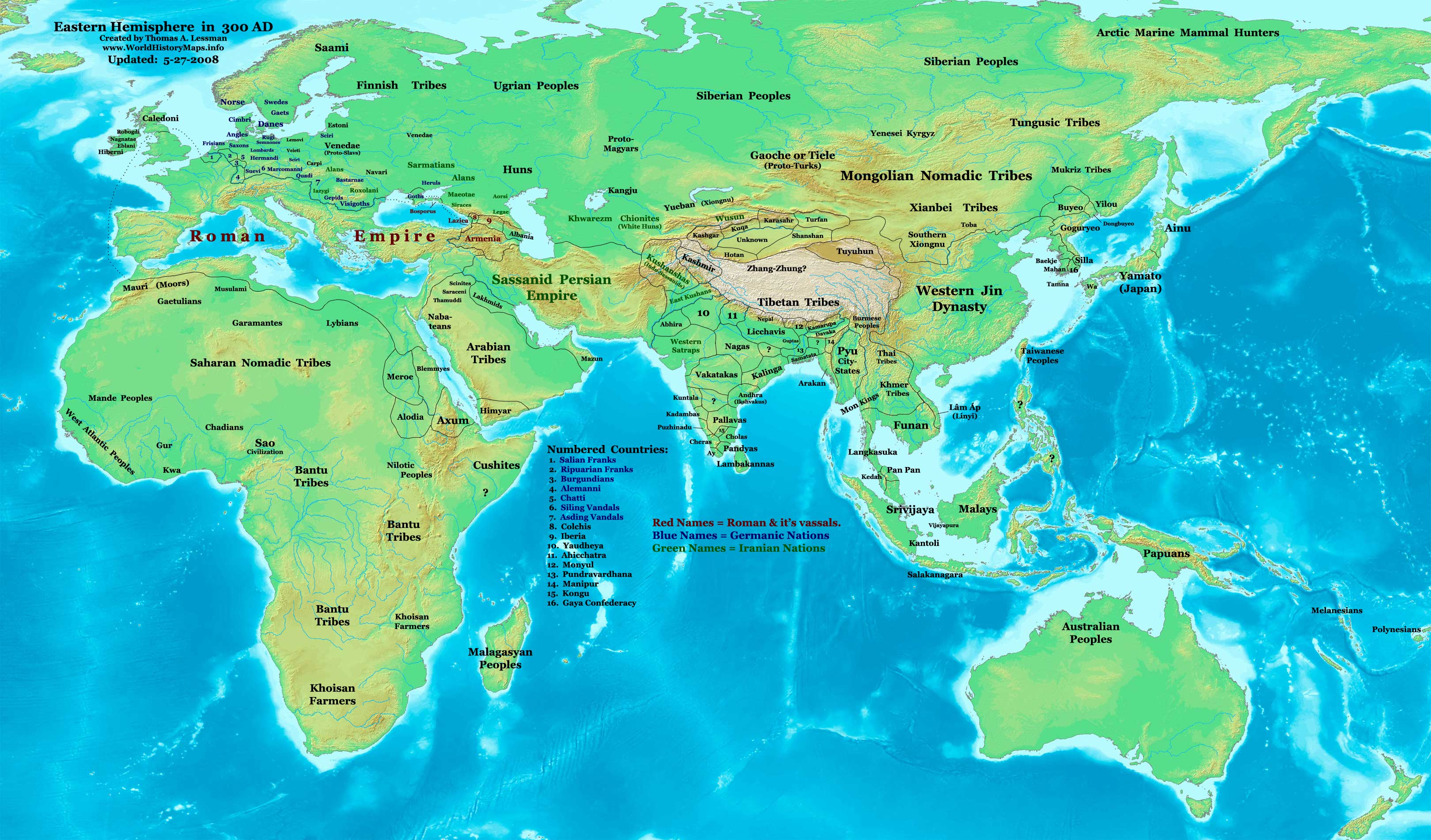
Gamla världen år 300.

## Händelser

### Okänt datum
- Frankerna tränger in i norra Belgien (omkring detta år).
- Staden Split grundas i Dalmatien.
- Diocletianus mur byggs i Palmyra.
- Ett romersk-keltiskt tempel-mausoleumkomplex byggs i nuvarande Lullingstone och i Anderida (omkring detta år).
- Lejon utrotas i Armenien.
- Peter blir patriark av Alexandria.
- Codex Vaticanus och Codex Sinaiticus, bibelmanuskript författade på grekiska, skrivs (möjligen detta år).
- Tridates III gör Armenien den första staten att anta kristendomen som officiell statsreligion.
- Elefanter och algeriska vildåsnor utrotas i Nordafrika vid denna tid.
- Den magnetiska kompassen för navigering uppfinns i Kina (omkring detta år).
- En samling fabler och sagor på sanskrit, Panchatantra, skrivs i Indien.
- Mayacivilisationen etableras i nuvarande Belize.
- Teotihuacáns storhetstid inleds.

## Födda
- Asanga, grundare av Yogacara inom mahayanabuddhismen (född omkring detta år)

## Avlidna
- 28 december – Theonas, patriark av Alexandria
- Sporus av Nicaea, grekisk matematiker och astronom (död omkring detta år)
- Jia Nanfeng, kinesisk kejsarinna